# Martin Cattalini
Martin Cattalini, né le 4 octobre 1973 à Fremantle, en Australie, est un joueur australien de basket-ball, évoluant au poste d'ailier.